# Campionati europei di ginnastica artistica maschile 2022
I XXXV Campionati europei maschili di ginnastica artistica sono stati la 35ª edizione dei Campionati europei di ginnastica artistica, riservata alla categoria maschile, e facevano parte dei Campionati europei 2022.
Alle gare hanno partecipato in totale 297 ginnasti in rappresentanza di 36 paesi: 140 atleti nelle gare juniores per 32 nazioni e 157 nella categoria senior per un totale di 36 nazioni.

## Podi

### Senior
| Evento                          | Oro                                                                                   | Punti   | Argento                                                                                      | Punti   | Bronzo                                                               | Punti   |
| Concorso a squadre (dettagli)   | Gran Bretagna James Hall Joe Fraser Jake Jarman Courtney Tulloch Giarnni Regini-Moran | 254.295 | Italia Nicola Bartolini Lorenzo Minh Casali Andrea Cingolani Matteo Levantesi Yumin Abbadini | 247.494 | Turchia Ferhat Arıcan Kerem Şener Ahmet Önder Adem Asil Mehmet Koşak | 246.162 |
| Concorso individuale (dettagli) | Joe Fraser                                                                            | 85.565  | Ahmet Önder                                                                                  | 85.131  | Adem Asil                                                            | 84.465  |
| Corpo libero (dettagli)         | Artem Dolgopyat                                                                       | 14.966  | Krisztofer Mészáros                                                                          | 14.600  | Jake Jarman                                                          | 14.433  |
| Cavallo (dettagli)              | Harutyun Merdinyan                                                                    | 14.733  | Loran de Munck                                                                               | 14.700  | Nils Dunkel                                                          | 14.633  |
| Anelli (dettagli)               | Eleutherios Petrounias                                                                | 15.133  | Adem Asil                                                                                    | 15.033  | Courtney Tulloch                                                     | 14.866  |
| Volteggio (dettagli)            | Jake Jarman                                                                           | 14.983  | Artur Davtjan                                                                                | 14.983  | Ihor Radivilov                                                       | 14.899  |
| Parallele (dettagli)            | Joe Fraser                                                                            | 15.333  | Illia Kovtun                                                                                 | 15.333  | Giarnni Regini-Moran                                                 | 14.866  |
| Sbarra (dettagli)               | Mários Geōrgíou                                                                       | 14.400  | Robert Tvorogal                                                                              | 14.000  | Joel Plata                                                           | 14.000  |

### Junior
| Evento                          | Oro                                                                                 | Punti   | Argento                                                                               | Punti   | Bronzo                                                                           | Punti   |
| Concorso a squadre (dettagli)   | Italia Tommaso Brugnami Davide Oppizzio Diego Vazzola Riccardo Villa Jacopo Zuliani | 237.395 | Francia Axel Brèche Romain Cavallaro Nicolas Diez Anthony Mansard Lorenzo Sainte-Rose | 236.160 | Gran Bretagna Oakley Banks Danny Crouch Gabriel Langton Jack Stanley Reuben Ward | 236.129 |
| Concorso individuale (dettagli) | Botond Molnár                                                                       | 79.964  | Daniel Carrión                                                                        | 79.032  | Reuben Ward                                                                      | 78.966  |
| Corpo libero (dettagli)         | Daniel Mousichidis                                                                  | 13.700  | Anthony Mansard                                                                       | 13.466  | Tommaso Brugnami                                                                 | 13.366  |
| Cavallo con maniglie (dettagli) | Riccardo Villa                                                                      | 14.000  | Hamlet Manukyan                                                                       | 13.966  | Dachi Dolidze                                                                    | 13.533  |
| Anelli (dettagli)               | Luis Il-Sung Melander                                                               | 13.633  | Hamlet Manukyan                                                                       | 13.333  | Jukka Ole Nissinen                                                               | 13.100  |
| Volteggio (dettagli)            | Joona Reiman                                                                        | 14.549  | Sebastian Sponevik                                                                    | 14.316  | Botond Molnár                                                                    | 14.250  |
| Parallele (dettagli)            | Erik Baghdasaryan                                                                   | 13.600  | Gabriel Langton                                                                       | 13.566  | Daniel Carrión                                                                   | 13.400  |
| Sbarra (dettagli)               | Dmytro Dotsenko                                                                     | 13.633  | Jukka Ole Nissinen                                                                    | 13.266  | Daniel Mousichidis                                                               | 13.266  |

### Medagliere

#### Generale
| Pos.   | Paese         | Oro | Argento | Bronzo | Totale |
| ------ | ------------- | --- | ------- | ------ | ------ |
| 1      | Gran Bretagna | 4   | 1       | 5      | 10     |
| 2      | Armenia       | 2   | 3       | 0      | 5      |
| 3      | Italia        | 2   | 1       | 1      | 4      |
| 4      | Israele       | 2   | 0       | 0      | 2      |
| 5      | Germania      | 1   | 1       | 3      | 5      |
| 6      | Ungheria      | 1   | 1       | 1      | 5      |
| 7      | Cipro         | 1   | 0       | 0      | 1      |
| 7      | Finlandia     | 1   | 0       | 0      | 1      |
| 7      | Grecia        | 1   | 0       | 0      | 1      |
| 7      | Svezia        | 1   | 0       | 0      | 1      |
| 11     | Turchia       | 0   | 2       | 2      | 4      |
| 12     | Francia       | 0   | 2       | 0      | 2      |
| 13     | Spagna        | 0   | 1       | 2      | 3      |
| 14     | Ucraina       | 0   | 1       | 1      | 2      |
| 15     | Lituania      | 0   | 1       | 0      | 1      |
| 15     | Paesi Bassi   | 0   | 1       | 0      | 1      |
| 15     | Norvegia      | 0   | 1       | 0      | 1      |
| 17     | Georgia       | 0   | 0       | 1      | 1      |
| Totale | Totale        | 16  | 16      | 16     | 48     |

#### Senior
| Pos.   | Paese         | Oro | Argento | Bronzo | Totale |
| ------ | ------------- | --- | ------- | ------ | ------ |
| 1      | Gran Bretagna | 4   | 0       | 3      | 7      |
| 2      | Armenia       | 1   | 1       | 0      | 2      |
| 3      | Cipro         | 1   | 0       | 0      | 1      |
| 3      | Grecia        | 1   | 0       | 0      | 1      |
| 3      | Israele       | 1   | 0       | 0      | 1      |
| 6      | Turchia       | 0   | 2       | 2      | 4      |
| 7      | Ucraina       | 0   | 1       | 1      | 2      |
| 8      | Italia        | 0   | 1       | 0      | 1      |
| 8      | Lituania      | 0   | 1       | 0      | 1      |
| 8      | Paesi Bassi   | 0   | 1       | 0      | 1      |
| 8      | Ungheria      | 0   | 1       | 0      | 1      |
| 12     | Germania      | 0   | 0       | 1      | 1      |
| 12     | Spagna        | 0   | 0       | 1      | 1      |
| Totale | Totale        | 8   | 8       | 8      | 24     |

#### Junior
| Pos.   | Paese         | Oro | Argento | Bronzo | Totale |
| ------ | ------------- | --- | ------- | ------ | ------ |
| 1      | Italia        | 2   | 0       | 1      | 3      |
| 2      | Armenia       | 1   | 2       | 0      | 3      |
| 3      | Germania      | 1   | 1       | 2      | 4      |
| 4      | Ungheria      | 1   | 0       | 1      | 2      |
| 5      | Finlandia     | 1   | 0       | 0      | 1      |
| 5      | Israele       | 1   | 0       | 0      | 1      |
| 5      | Svezia        | 1   | 0       | 0      | 1      |
| 8      | Francia       | 0   | 2       | 0      | 2      |
| 9      | Gran Bretagna | 0   | 1       | 2      | 3      |
| 10     | Spagna        | 0   | 1       | 1      | 1      |
| 11     | Norvegia      | 0   | 1       | 0      | 1      |
| 12     | Georgia       | 0   | 0       | 1      | 1      |
| Totale | Totale        | 8   | 8       | 8      | 24     |

## Qualificazioni mondiali
Le classifiche di questi campionati sono serviti anche come qualificazione per i campionati mondiali di Liverpool del successivo novembre.
Le prime tredici classificate della gara a squadre (Gran Bretagna, Turchia, Spagna, Italia, Francia, Svizzera, Germania, Ungheria, Ucraina, Romania, Paesi Bassi, Belgio e Austria) hanno qualificato per i mondiali un atleta per ogni concorso.
Inoltre hanno guadagnato l'accesso ai mondiali anche i migliori ventitré classificati del concorso individuale che non rappresentano nessuna delle tredici nazioni già qualificate, fino ad un massimo di due per paese. I ginnasti sono nell'ordine, tra parentesi è indicata la posizione finale:
- Sofus Heggemsnes (14°)
- İvan Tixonov (16°)
- David Huddleston (20°)
- Robert Kirmes (22°)
- Elias Koski (23°)
- David Rumbutis (24°)
- Dominick Cunningham (25°)
- Gagik Khachikyan (31°)

- Harald Wibye (37°)
- Jose Nogueira (38°)
- Uri Zeidel (39°)
- Valgard Reinhardsson (42°)
- Tomas Kuzmickas (43°)
- Georgios Angonas (44°)
- Gytis Chasazyrovas (46°)
- Yordan Aleksandrov (47°)

- Daniel Fox (48°)
- Joakim Lenberg (50°)
- Michalis Chari (53°)
- Guilherme Campos (54°)
- Apostolos Kanellos (56°)
- Bidzina Sitchinava (57°)
- Saba Abesadze (58°)
- Ricards Plate (60°)